# Raqqada
Raqqada (arabisch رقادة, DMG Raqqāda) ist ein Ort mit etwa 1.000 Einwohnern im Gouvernement Kairouan in Tunesien. Der Ort war in den Jahren 876 bis 910 die Residenzstadt des Aghlabidenreichs. Hier befindet sich auch eine Zweigstelle der Universität von Kairouan.

## Lage
Raqqada liegt in ebenem Gelände in einer Höhe von ca. 70 m ü. d. M. etwa 12 km (Fahrtstrecke) südwestlich von Kairouan an der RN2.

## Geschichte
Der Überlieferung zufolge litt der Emir Abū Ishāq Ibrāhīm II. in der alten Hauptstadt Kairouan unter anhaltenden Schlafstörungen und beschloss deshalb kurz nach seinem Machtantritt (875), die Residenz aufs Land zu verlegen. Er wählte den nur 12 km entfernten Ort Raqqada und ließ diesen binnen kurzer Zeit mit mehreren Palästen, Moscheen, Zisternen etc. ausstatten. Bereits im Jahr 909 wurde die Palaststadt von den Fatimiden unter Abdallah al-Mahdi erobert und dabei wohl auch teilweise zerstört. Nach der Gründung von Fustat/Kairo im Jahr 969 wurde Raqqada verlassen; einige Säulen etc. wurden in den Neubauten wiederverwendet.

## Museum

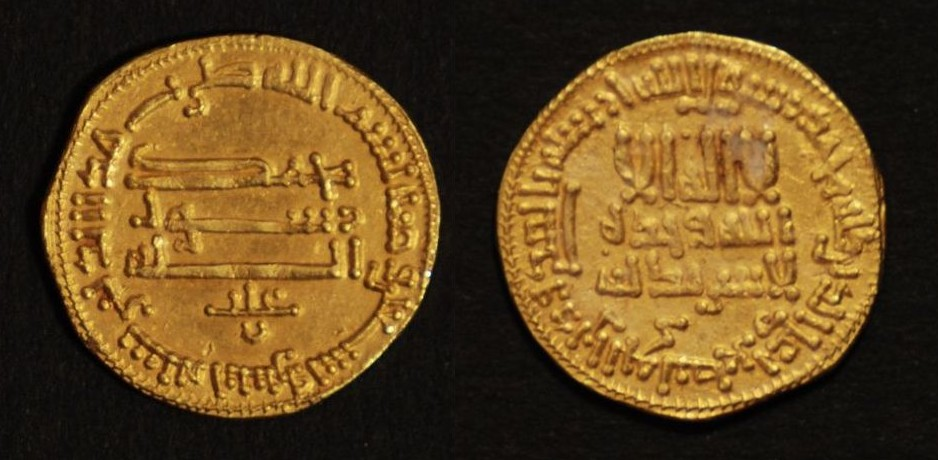
Aghlabidischer Golddinar (808)

Bei den im Jahr 1960 im ehemaligen Palastbezirk begonnenen Ausgrabungsarbeiten wurden zahlreiche Ton- und Keramikscherben gefunden, die teilweise wieder zusammengesetzt werden konnten. Das im Jahr 1986 eröffnete Musée national d’art islamique de Raqqâda zeigt zahlreiche Exponate zur Geschichte und Entwicklung der islamischen Kunst in Tunesien und im übrigen Maghreb – darunter auch Münzen und Koranhandschriften.